# Subdivisions de la France sous l'Ancien Régime
Cette page rassemble les différents types de subdivisions qui existaient en France sous l'Ancien Régime :

## Subdivisions juridique
- Provinces de France
- Pays de droit oral
- Pays de droit écrit
- Parlements
- Bailliages et sénéchaussées

## Subdivisions financières et fiscales
- Pays d'états
- Pays d'élection
- Pays d'imposition
- Généralités

## Subdivisions administratives
- Intendances

## Subdivisions militaires
- Gouvernements militaires

## Subdivisions linguistique
- Langue d'oc, c'est également une subdivision financière
- Langue d'oïl